# Крістіан Піналес
Крістіан Хав'єр Піналес (ісп. Cristian Javier Pinales; 2 листопада 2000) — домініканський боксер, призер Олімпійських ігор.

## Аматорська кар'єра
На чемпіонаті світу 2023 програв в другому бою Імаму Хатаєву (Росія).
На Панамериканських іграх 2023 програв в другому бою Вандерлею Перейра (Бразилія).
На Олімпійських іграх 2024 завоював бронзову медаль.
- В 1/16 фіналу переміг Вірапон Джонгохо (Таїланд) — 5-0
- В 1/8 фіналу переміг Тохтарбека Танатхана (Китай) — 5-0
- У чвертьфіналі переміг Габріеля Веочича (Хорватія) — 5-0
- У півфіналі програв Нурбеку Оралбаю (Казахстан) — 2-3